# Saint-Senier-de-Beuvron

Saint-Senier-de-Beuvron este o comună în departamentul Manche, Franța. În 1 ianuarie 2022 avea o populație de 329 de locuitori.